# Ángeles Ginard Martí
María de los Ángeles Ginard Martí (Lluchmayor, 3 de abril de 1894 - Madrid, 26 de agosto de 1936), llamada Ángela Ginard Martí antes de su entrada en religión, es una religiosa española, miembro de la Congregación de las Hermanas Celadoras del Culto Eucarístico, asesinada en Madrid a comienzos de la guerra civil española y venerada como mártir en la Iglesia católica.

## Vida
Ángela Ginard Martí nació en Lluchmayor (Mallorca, España) el 3 de abril de 1894, tercera de los nueve hijos que hubo el matrimonio formado por Sebastián Ginard García, de la Guardia Civil, y Margarita Martí Canals, fue bautizada el 5 de abril de 1894 en la Parroquia de San Miguel de Lluchmayor. 
En 1898, al ascender su padre al grado de capitán, fue destinado a Las Palmas de Gran Canaria, donde pasó a vivir un tiempo con toda su familia hasta 1903, que al enfermar su padre se trasladan a vivir a Binisalem, donde hizo su primera comunión el 15 de abril de 1905. 
La juventud la pasó en Palma de Mallorca, donde se trasladó la familia buscando trabajo para mejorar la situación económica que era escasa para sacar adelante una familia tan numerosa. María de los Ángeles y sus dos hermanas mayores se dedicaban a bordar y a confeccionar sombreros de señoras. 
Inicialmente quiso ingresar en el monasterio de las jerónimas de San Bartolomé de Inca, pero sus padres la disuadieron haciendo valer su juventud y las necesidades de la familia. Transcurridos unos años, y viendo que las circunstancias familiares anteriores había cambiado, obtuvo el consentimiento de sus padres para ingresar en el postulantado de las Hermanas Celadoras del Culto Eucarístico de Palma de Mallorca, el 26 de noviembre de 1921.
Después del año de noviciado y de los tres primeros años de profesión temporal fue destinada a Madrid, luego a Barcelona y nuevamente a Madrid en 1932. En esta última casa desempeñó el oficio de procuradora o administradora del convento.

## Martirio
Al estallar la Guerra Civil la situación de los sacerdotes y religiosos y los seglares católicos destacados en la zona republicana se volvió muy peligrosa, de modo que el 20 de julio de 1936 las Hermanas Celadoras del Culto Eucarístico se vieron obligadas a abandonar su convento de Madrid y a dispersarse en busca de refugio, vestida de seglares.
Sor María de los Ángeles fue localizada en la casa donde se ocultaba, posiblemente por denuncia del portero de la finca. El 25 de agosto unos milicianos de la FAI irrumpieron en la vivienda en busca de las religiosas que supuestamente allí se ocultaban. En el momento de la detención apresaron a doña Amparo, hermana de la dueña de la casa que la acogía, y sor María de los Ángeles dijo a los milicianos: «Esta señora no es monja, dejadla, la única monja soy yo». Con estas palabras confesó su condición de religiosa y salvó la vida a la otra mujer.
Fue trasladada a la checa de Bellas Artes y al día siguiente, el 26 de agosto de 1936, fue asesinada en la Dehesa de la Villa de un disparo en la cabeza y abandonada hasta el día siguiente, cuando el poder judicial levanta el cadáver que después es enterrado en el cementerio de la Almudena de Madrid. El 27 de agosto de 1940 las Hermanas Celadoras del Culto Eucarístico se cercioran de la muerte al encontrar en el Ministerio de la Gobernación dos fotografías del cadáver de sor María de los Ángeles.
Sus restos mortales se identificaron en 1941, siendo inhumados y trasladados el 20 de mayo de ese mismo año al panteón de las Hermanas Celadoras del Culto Eucarístico en el mismo cementerio; y el 19 de diciembre de 1985 fueron trasladados al convento de Madrid en el que se encuentran actualmente.

## Culto
El 28 de abril de 1987 se abre el proceso en su fase diocesana hasta el 23 de marzo de 1990 cuando se clausura la misma fase y el 19 de abril de 2004, se publica el decreto sobre su martirio. 
María de los Ángeles Ginard Martí fue beatificada como mártir por Benedicto XVI el 29 de octubre de 2005. Su festividad se celebra en la Iglesia católica el 30 de agosto.